# École Nationale Supérieure d’Architecture de Nancy
Die École Nationale Supérieure d’Architecture de Nancy (ENSarchitecture de Nancy, früher EAN) ist eine von zwanzig staatlichen Architektur-Hochschulen in Frankreich, die das Architekturdiplom ausstellen kann. Sie wurde 1969 gegründet und ist seit 1996 dem Kulturministerium unterstellt. Ihre Adresse ist Rue Bastien-Lepage 2 in Nancy.

## Geschichte
Mit der Ernennung von André Malraux zum ersten Kulturminister von Frankreich im Jahr 1959 wurde ihm per Dekret unter anderem die Zuständigkeit für Architektur zugesprochen. Die Ausbildung von Architekten wurde in regionalen Architekturfakultäten durchgeführt, die den Kunsthochschulen angeschlossen waren. Ein Dekret von Kulturminister André Malraux legte 1968 die Reform des Architekturstudiums fest. Damit wurde das Architekturstudium von dem an einer Kunsthochschule getrennt. Unter dem Namen Unité Pédagogique d’Architecture (UPA) wurden von der Kunsthochschule autonome Einheiten eingerichtet.

### École d’Architecture de Nancy
In Nancy wurde daraufhin 1969 die UPA 17 gründet, die dann in École d’Architecture de Nancy umbenannt wurde.
Die neue Hochschule bezog 1970 ein Gebäude das von Jean Prouvé und Michel Folliasson in Villers-lès-Nancy im Park von Remicourt erbaut wurde. Michel Folliasson verwirklichte die Pläne aus vorgefertigten Elementen, die von Jean Prouvé entwickelt wurden. Dort wurde das erste Forschungszentrum für Architektur eingerichtet: das Centre d’Études Méthodologiques pour l'Architecture (CEMPA).
1975 wurde an der UPA das Laboratoire d’Architecturologie et de Recherches Épistémologiques en Architecture (LAREA) eingerichtet. 1985 entstand das Laboratoire d’Histoire de l’Architecture contemporaine (LHAC). 1987 wurde das Forschungszentrum Centre de Recherche en Architecture et Ingénierie (CRAI) geschaffen.
1988–1989 fand der erste Erasmus-Austausch mit der Fakultät für Architektur der Universität Porto statt. 1990 feierte die École d’Architecture de Nancy ihr 20-jähriges Bestehen mit einer Jubiläums-Ausstellung in der Galerie Poirel.

### École Nationale Supérieure d’Architecture de Nancy
1996 wurde die Hochschule in École Nationale Supérieure d’Architecture de Nancy umbenannt. Der erste Unterricht fand im neuen Vacchini-Gebäude am 11. März 1996 um 8 Uhr morgens statt. 1998 wurde die erste Promotion in Architekturwissenschaften an der Hochschule betreut.
Im Jahr 2000 wurde ein Partnerschaftsabkommen mit Changzhi (VR China) geschlossen. Am 15. Februar 2003 fand zum ersten Mal ein Tag der offenen Tür in der École Nationale Supérieure d’Architecture de Nancy statt, der danach jährlich wiederholt wurde.  2004 wurde ein Wettbewerb im Holzbau und ein Stadtsanierungsseminar durchgeführt. 2005 wurde ein kooperatives Digitalstudio (CRAI) gegründet. 2010 gab es diverse Veranstaltungen zum 40-jährigen Bestehen der Hochschule. Auch der Vorplatz der Universität Parvis Livio Vacchini wurde eingeweiht. 2011 wurde ein Vertikaler Tag veranstaltet.
Die École Nationale Supérieure d’Architecture de Nancy ist durch eine Kooperationsvereinbarung mit dem Institut National Polytechnique de Lorraine (INPL) verbunden. Sie ist außerdem assoziiertes Mitglied des europäischen Universitätszentrums von Nancy-Metz (Universität Lothringen) sowie der Conférence des Grandes Écoles.

### Direktoren
- 1968–1993 Jean-Pierre Épron (* 1929)

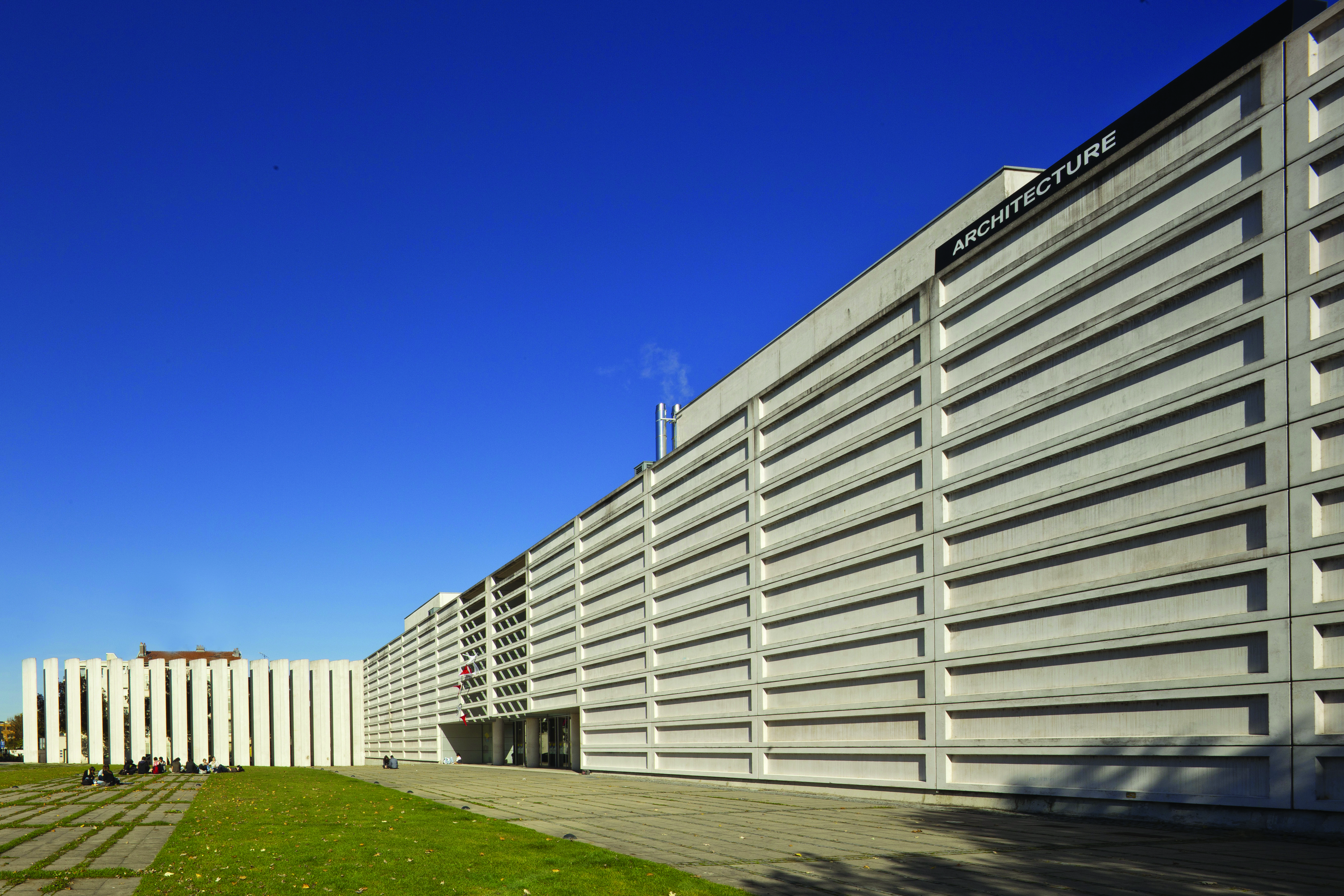
Das Gebäude der École nationale supérieure d’architecture de Nancy von Livio Vacchini.

- 1994–2008 Denis Grandjean
- 2009–2019 Lorenzo Diez
- seit 2020 Gaëlle Perraudin

## Das Gebäude
Das Gebäude wurde vom Schweizer Architekten Livio Vacchini – einem Schüler von Le Corbusier – entworfen. Vacchini arbeitete bei diesem Projekt mit Christian François, dem Architekten des François-Henrion-Kabinetts, zusammen. Am 5. Juli 1994 wurde der Grundstein für das neue Gebäude gelegt. Es war das erste architektonische Großprojekt im ZAC Stanislas-Meurthe, einem Neubaugebiet auf dem Gelände eines ehemaligen Industriegebietes. Die Hochschule wurde als „Pilotbetrieb“ in Bezug auf Gesundheit und Sicherheit am Arbeitsplatz deklariert. Sie wurde aufgebaut aus vor Ort vorgefertigten Stahlbetonelementen. Livio Vacchini entwarf ein symmetrisches Gebäude, dessen Mittelpunkt die Medienbibliothek ist, die sich über ein Atrium erstreckt. Der Künstler Felice Varini hat eine blaue Linie zwischen die architektonischen Elemente des Atriums projiziert. Der Innenraum der Hochschule wurde aus quadratische Säulen (43 × 43 × 296 cm) und Ebenen aus Stahlbeton gestaltet. Die harmonischen Proportionen des Modulors sind Gesetz. Dabei handelt es sich um ein konstruktives Gitter mit dem Maß 2,26 × 9,57 m.
Der weiße Beton wirkt aufgrund des Moselsandes, mit dem er hergestellt wurde, rosafarben. Das Gebäude hat nur wenige Öffnungen. In der Rue Bastien Lepage, wo der Verwaltungseingang ist, hat die Fassade nur im Erdgeschoss horizontale Fenster. Wegen der Brandschutzbestimmungen mussten Nottreppen hinter zusätzlichen Betonwänden angebracht werden.
In jeder Ebene wurde der Boden mit einer einheitlichen und nahtlosen Oberfläche ausgekleidet: einem in einer Grundfarbe getönten Harz (rot für die Erde im Erdgeschoss, gelb für das Licht im 1. Stock und blau für den Himmel im 2. Stock). Die jeweilige Farbe wird durch das Sonnenlicht auf die blassen Unebenheiten des Betons reflektiert.
Im Keller befinden sich die unteren Eingänge zu den Amphitheatern und die Parkplätze. Das Erdgeschoss besteht aus Empfangs- und Ausstellungshallen. Auch die oberen Eingänge zu den Amphitheatern, die Cafeteria, die Reprographie und die Medienbibliothek sind hier zu finden. Im ersten Stock befinden sich Unterrichts- und Computerräume. Im zweiten Stock befinden sich die Werkstätten, Büros und der Jean-Prouvé-Raum, der mit Originalmöbeln des berühmten Designers aus Nancy ausgestattet ist.

L’ENSarchitecture de Nancy - Innenansicht
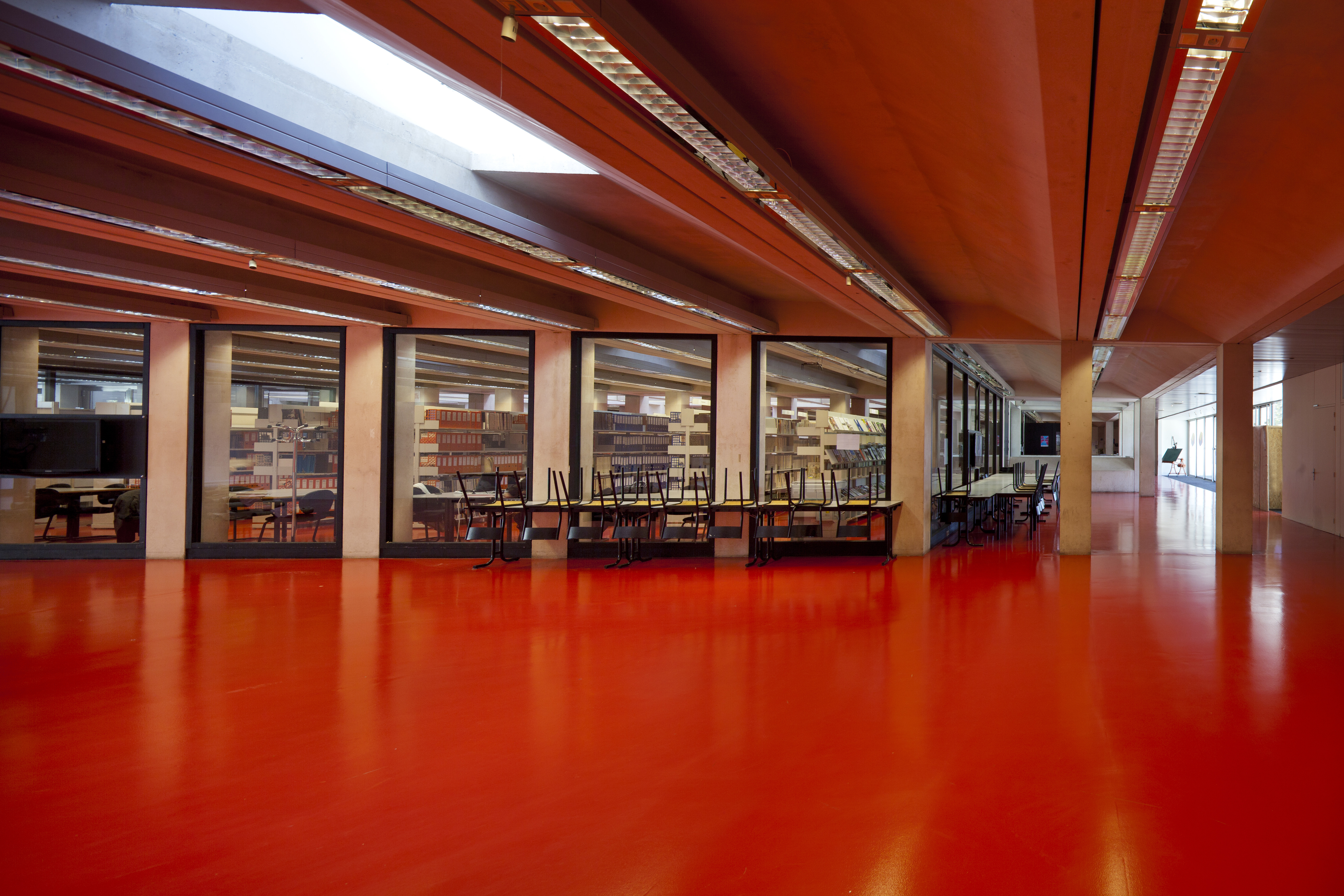
Erdgeschoss: Ebene für die Öffentlichkeit und für Studenten
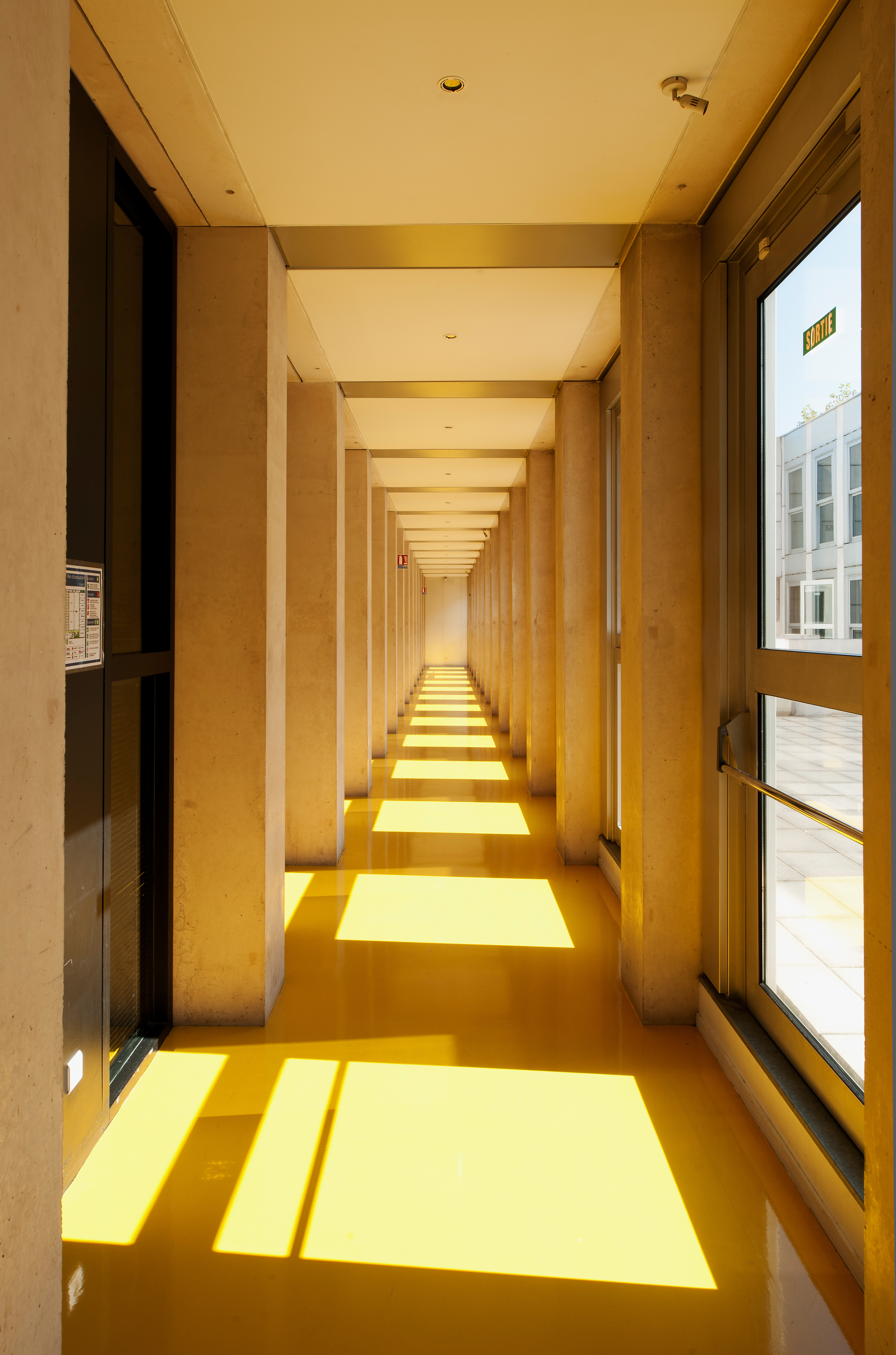
Erste Etage: Ebene für Studenten
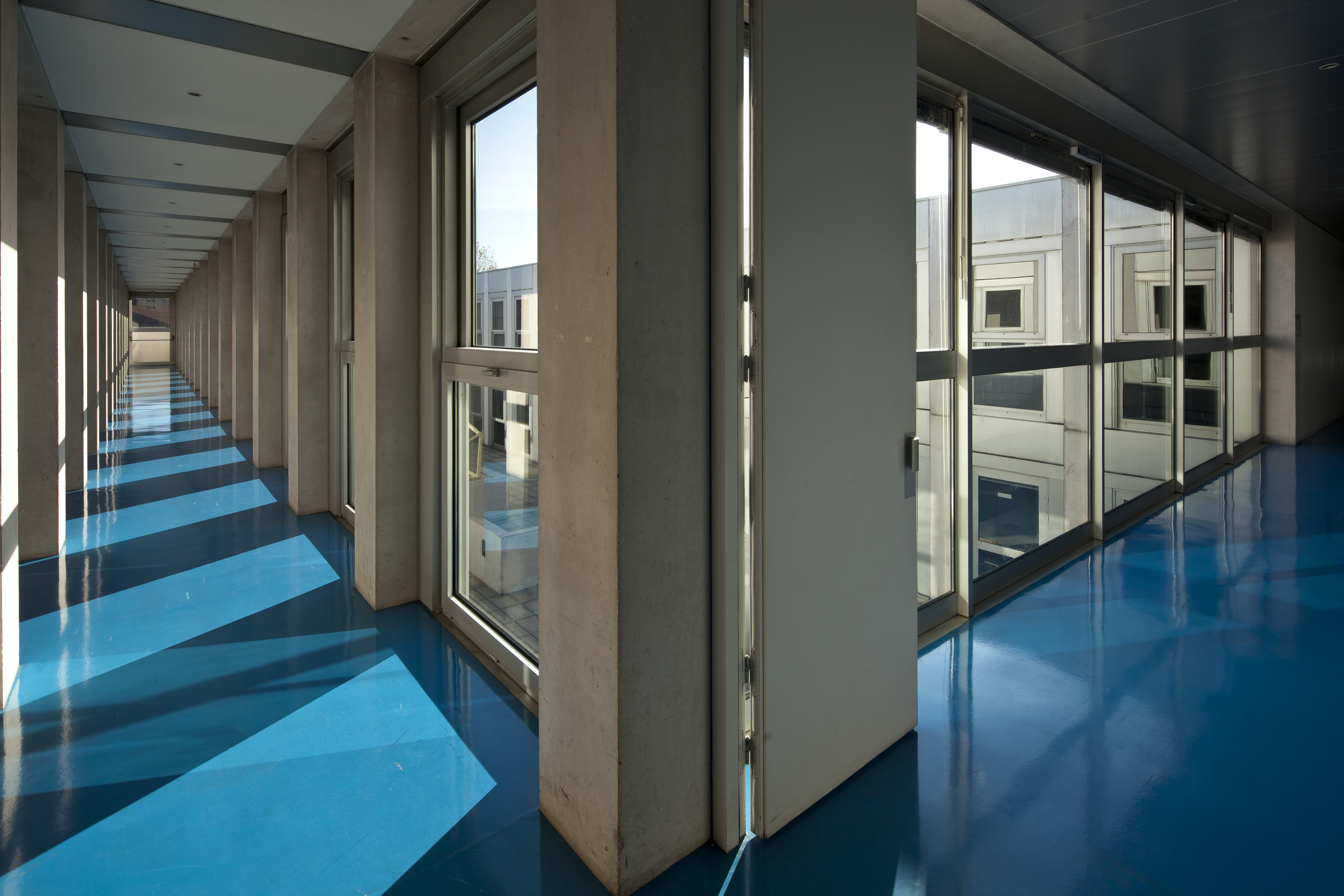
Zweite Etage: Werkstätten und Verwaltung
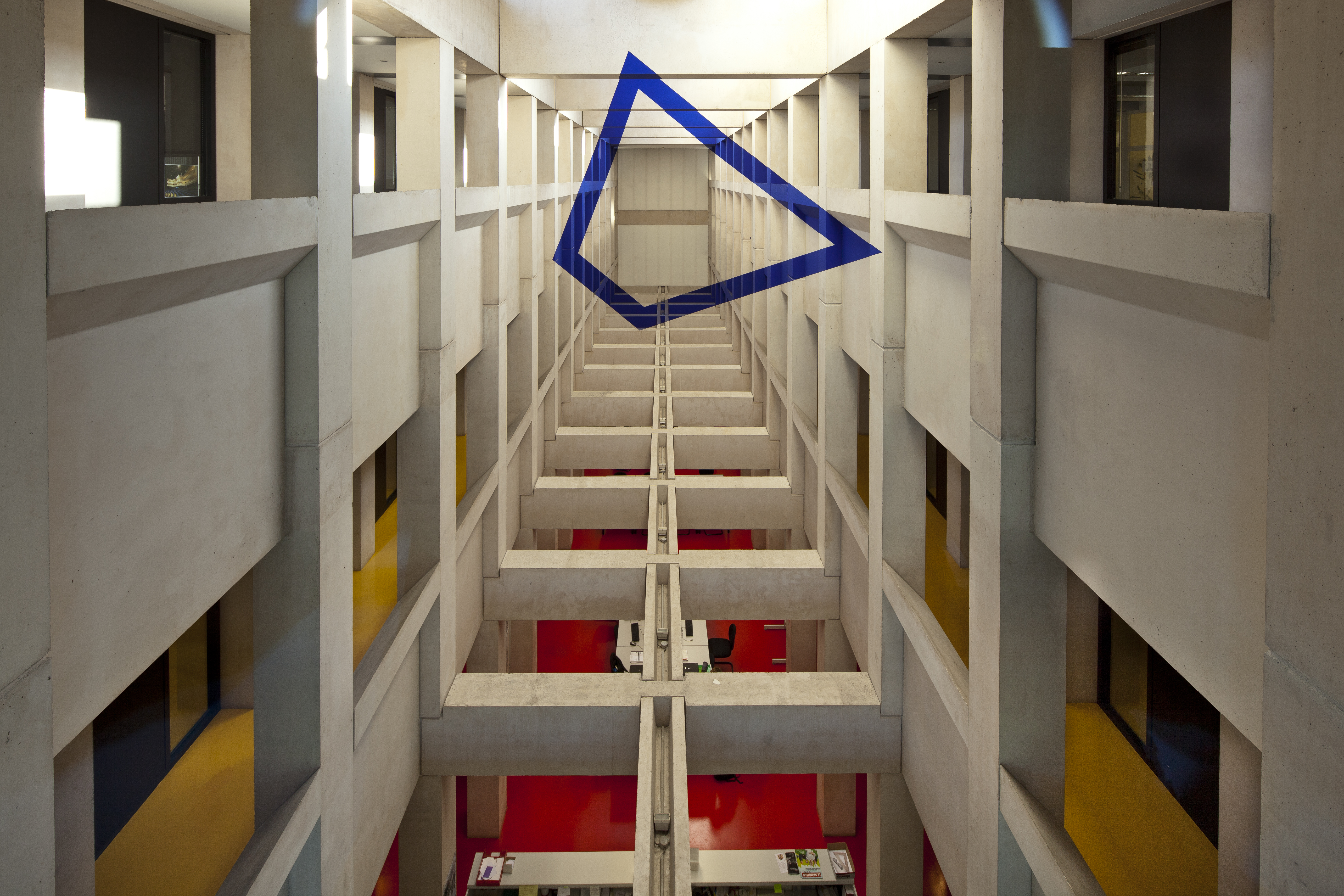
Die Anamorphose im Atrium der ENSarchitecture de Nancy von Felice Varini

Am 22. Mai 2017 stürzte eine Mauer des Gebäudes auf die Straße. Menschen wurden nicht verletzt. Die Renovierungsarbeiten dauern noch an, daher wurden Unterricht und Verwaltung vorübergehend in das alte Gebäude in die 1 avenue Boffrand, 54000 Nancy verlegt.

## Forschung und Entwicklung
Themen wie digitale Werkzeuge, kollaborative Prozesse, Materialien, Stadtplanung und Kulturerbe sind fundamentale Bestandteile der beiden Forschungseinrichtungen Centre de Recherche en Architecture et ingénierie (CRAI) und Laboratoire d'Histoire de l’Architecture Contemporaine (LHAC).

### Das CRAI
Das Centre de Recherche en Architecture et Ingénierie (CRAI) ist eine Forschungseinrichtung die dem CNRS und dem Ministère de la Culture unterstellt ist. Ungefähr zwanzig Personen (Lehrer, Forscher, Techniker und Doktoranden) arbeiten an Forschungsthemen, die sich auf die Anwendung der Informatik auf Architektur und Ingenieurwesen konzentrieren. Diese Forschungsthemen sind in sechs Themenblöcke unterteilt:
1. Digitale Ansätze für den Denkmalschutz
2. Untersuchungen zu Design, Materialien, Umwelt und Energie
3. Kollaborative Ansätze und digitale Modelle
4. Digitale Modellierung und Fertigung
5. Pädagogische und berufsbildende Ansätze
6. Visualisierung und Interaktion in virtuellen Räumen

Das Labor verfügt über wissenschaftliche Geräte wie Touch-Grafikstationen, einen 100-Zoll-3D-Touchscreen, 3D-Drucker, Laserscanner und Software für die dreidimensionale Rekonstruktion, Modellierung und Bildsynthese.

### Das LHAC
Das Laboratoire d’Histoire de l’Architecture Contemporaine (deutsch: Forschungslabor für die Geschichte der zeitgenössischen Architektur) untersucht die Geschichte der Architektur- und Stadtplanungsideen in Frankreich des 19. und 20. Jahrhunderts. Unter anderem geht es um die Planung und Realisierung von großen Gebäudekomplexen. Das LHAC fördert das Wissen über Architektur und Stadtplanung im Osten Frankreichs. Es trägt zur Verbreitung der Forschung über die Art Nouveau – die französische Variante des Jugendstils – in Nancy, das Werk von Jean Prouvé, das deutsche Erbe der annektierten Städte Lothringens und das Le-Corbusiers-Projekt in Saint-Dié bei.

## Persönlichkeiten, die mit der Hochschule verbunden sind
- Philippe Boudon, ehemaliger Lehrer und Gründungsmitglied der Schule
- Alain Sarfati, Gründungsmitglied der Schule
- Jean-Pierre Epron, "Chef der Werkstatt" nach 1967, dann Bildungsdirektor ab 1968, Gründungsmitglied der Schule